# Emblema de Jerusalén
El emblema de Jerusalén es el símbolo oficial de la ciudad desde 1950. La figura principal del emblema es un León, que se muestra rampante, que representa al León de Judá, el símbolo de la Tribu de Judá y más tarde el Reino de Judá, cuya capital era Jerusalén. El fondo del emblema representa las murallas de Jerusalén y el Muro de las Lamentaciones, y las ramas de olivo representan la búsqueda de la paz. La inscripción encima del escudo es el nombre en hebreo de Jerusalén (Yerushalayim).
Poco después de la fundación del estado de Israel, el alcalde de la ciudad Gershon Agron creó un concurso de diseño entre diseñadores gráficos para el emblema de la ciudad. El diseño ganador fue realizado por un equipo dirigido por Eliyahu Koren, director y fundador del departamento gráfico del Fondo Nacional Judío, y un influyente tipógrafo y diseñador de libros.
En 1943 el Municipio de Jerusalén había aprobado un emblema diferente para la ciudad, pero las autoridades del Mandato Británico nunca ratificaron esa decisión. 